# عقد الجلاد

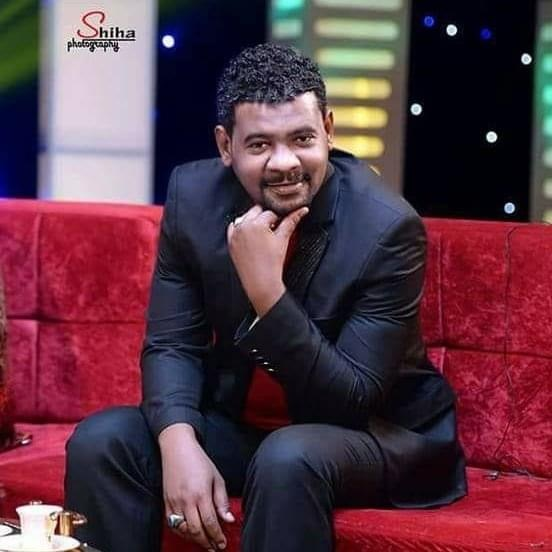
لفنان هاني عابدين فنان شباب سوداني من مواليد منطقة جبل اولياء يوم. انضم لمجموعة عقد الجلاد وبقى بالفرقة لمدة ٧ سنوات.

عقد الجَلاد هي فرقة غنائية سودانية أصبحت نقطة تحول في مسار الغناء السوداني غنو لاجمل شعراء السودان ولأجمل شعراء اللغة العربية منهم محجوب شريف وحميد والقدال وعثمان بشري.

## نشأتها
تأسست الفرقة من قبل عثمان النو، وبدأ نشاط مجموعة عقد الجلاد الغنائية في عام 1984م ببعض المحاولات لجمع النصوص وتلحينها والالتفات بشكل جاد للغناء الجماعي كصيغة متأصلة في المجتمع السوداني.
سُجلت سهرة تلفزيونية في عام 1988م ولاقت نجاحًا كبيرًا، وكانت بداية النشاط الفعلية للفرقة وبدأت في إقامة الحفلات الغنائية الجماهيرية، وكانت ومازالت الأكثر جماهيرية بالسودان.

## التسمية
سميت عقد الجلاد، وذلك الاسم صاحب معاني عميقة الجلاد هو نوع من أنواع الجلد ذو رائحة زكية قيل من جلد الغزال أو القط البري، ويعرف الجلاد بخصوصيته وطيب رائحته يزداد طيبا كل ما تقدم في العمر، أما كلمة عقد فتعني مجموعة حبات الجلاد في نسق متجانس.